# Santa Cruz do Lima
Santa Cruz do Lima é uma povoação portuguesa sede da Freguesia de Santa Cruz do Lima do Município de Ponte de Lima, freguesia com 2,51 km² de área e 401 habitantes (censo de 2021), tendo, por isso, uma densidade populacional de 159,8 hab./km².

## Demografia
A população registada nos censos foi:
| Distribuição da População por Grupos Etários | Distribuição da População por Grupos Etários | Distribuição da População por Grupos Etários | Distribuição da População por Grupos Etários | Distribuição da População por Grupos Etários |
| -------------------------------------------- | -------------------------------------------- | -------------------------------------------- | -------------------------------------------- | -------------------------------------------- |
| Ano                                          | 0-14 Anos                                    | 15-24 Anos                                   | 25-64 Anos                                   | > 65 Anos                                    |
| 2001                                         | 89                                           | 84                                           | 259                                          | 100                                          |
| 2011                                         | 70                                           | 51                                           | 248                                          | 111                                          |
| 2021                                         | 29                                           | 42                                           | 208                                          | 122                                          |